# Westerlund 2
Westerlund 2 — компактне молоде зоряне скупчення (можливо, навіть зоряне надскупчення) в галактиці Чумацький Шлях, приблизний вік якого становить один-два мільйони років. У ньому містяться деякі з найгарячіших, найяскравіших та наймасивніших відомих нам зір. Скупчення розташоване у зоряних яслах, відомих як Gum 29, на відстані 20 000 світлових років у сузір'ї Кіля, за пів градуса від видимої неозброєним оком змінної цефеїди P Киля.

## Члени скупчення
Westerlund 2 містить щонайменше десяток ранніх зір класу O, з яких принаймні три — затемнювано-подвійні. Усі вони гарячіші за 38 000 К, а їхня світність перевищує 230 000 L⊙. У скупченні також виявлено ще близько 20 зір класу O, усі головної послідовності, що натякає на його дуже молодий вік.
Неподалік Westerlund 2 знайдено кілька зір Вольфа — Рає, на відстані від центрального ядра. WR20a, подвійна зоря, що складається з двох зір Вольфа — Рає, і одинарні WR20aa, WR20b і WR20c, усі вважаються членами скупчення (хоча, можливо, тепер вже членами-втікачами). Усі п'ять зір Вольфа — Рає є надзвичайно молодими масивними об'єктами спектрального класу OIf*/WN та належать до найсвітніших зір нашої Галактики. Цей композитний спектральний клас вказує на молоді, дуже масивні зорі, у надрах яких горить водень та тільки починається процес конвекції азоту й гелію на поверхню та розвиток щільніших зоряних вітрів, що вказують на лінії випромінювання зорі Вольфа — Рає. WR21a, масивна подвійна зоря, лежить у тому ж напрямку, але навряд чи стане частиною Westerlund 2.
Крім того, у Westerlund 2 виявлено велику кількість зір перед-головної послідовності з масою нижче 2,5 M☉. Їх наявність обмежує вік скупчення приблизно до 2 млн років.

## Відкриття
Своїм ім'ям Westerlund 2 завдячує шведському астроному Бенгту Вестерлунду, який відкрив його у 1960-х роках. Проте зоряний склад скупчення був точно визначений лише в пізніші роки.

## Зображення на честь 25-річчя телескопа Габбл
23 квітня 2015 року зображення Westerlund 2 ввійшло до списку 100 кращих зображень зроблених космічним телескопом Габбл, складеного до його 25-ї річниці.